# Celtic Explorer
Die Celtic Explorer ist ein Forschungsschiff des irischen Marine Institute. Bereedert wird das Schiff von P&O Maritime Ireland.

## Geschichte
Das im Dezember 2000 bestellte Schiff wurde von der Damen Shipyards Group im niederländischen Gorinchem gebaut. Der Rumpf wurde unter der Baunummer 997 von Damen Shipyards Galati in Rumänien zugeliefert. Der Schiffsentwurf stammte vom norwegischen Unternehmen Skipsteknisk. Die Fertigstellung des Schiffes erfolgte im Dezember 2002. Das Schiff wurde im April 2003 in Galway getauft. Die Baukosten beliefen sich auf rund 23 Millionen IEP.
Seit 2011 wurde das Schiff wiederholt vom BSH für Forschungsfahrten in der Nordsee gechartert.

## Technische Daten
Der Antrieb des Schiffes erfolgt dieselelektrisch. Für die Propulsion stehen zwei Indar-Elektromotoren mit jeweils 1.500 kW Leistung zur Verfügung. Die Motoren wirken direkt auf einen Festpropeller. Die Stromversorgung der Antriebsmotoren und des Bordnetzes erfolgt durch zwei Wärtsilä-Dieselmotoren (Typ: 9L20) mit jeweils 1.620 kW Leistung (Scheinleistung: 1.875 kVA) und einem Wärtsilä-Dieselmotor (Typ: 6L20) mit 1.080 kW Leistung (Scheinleistung: 1.250 kVA). Die Motoren treiben jeweils einen Indar-Generator an. Weiterhin wurde ein Caterpillar-Notgenerator mit 125 kW Leistung (Scheinleistung 150 kVA) verbaut.
Das Schiff ist mit einem Bugstrahlruder mit 700 kW Leistung und einem Heckstrahlruder mit 400 kW Leistung ausgestattet. Das elektrisch angetriebene Bugstrahlruder ist als Wasserstrahlantrieb ausgelegt. Das Heckstrahlruder verfügt über einen Verstellpropeller.
Der Rumpf des Schiffes ist eisverstärkt (Eisklasse 1D). Das Schiff ist mit einem System zur dynamischen Positionierung (DP1) und einem Flossenstabilisator ausgerüstet.
Das Schiff erfüllt die Vorgaben des International Council for the Exploration of the Sea in Bezug auf das Emittieren von Unterwasserschall (ICES 209) und galt zur Zeit der Indienststellung als das leiseste Forschungsschiff weltweit.

## Ausstattung
Das Schiff verfügt über sechs Decks. Es ist mit einem 75 m² großen Trockenlabor und einem 70 m² großen Nasslabor sowie verschiedenen Werkstätten ausgestattet. An Deck können sieben 20-Fuß-Container geladen und die Laborkapazität so erhöht werden.
Die Arbeitsfläche an Deck beträgt 165 m². Am Heck des Schiffes befindet sich ein Heckgalgen mit einer Hebekapazität von 25 t. Darüber hinaus verfügt das Schiff über weitere Hebewerkzeuge, darunter drei Krane mit Hebekapazitäten von 1,5, 6 und 16 t sowie verschiedene Winden. Weiterhin ist es für den Einsatz von ROV ausgerüstet. Das Schiff verfügt für die Forschung über verschiedene Sonar- und Echolotanlagen.
Das Schiff ist mit einem Arbeitsboot ausgestattet, das im flachen Wasser operieren kann. Das Arbeitsboot wird über einen Davit zu Wasser gelassen. Im Mast oberhalb des Deckshauses befindet sich ein Krähennest, das insbesondere als Ausguck für die Beobachtung von Meeressäugern genutzt werden kann.
An Bord des Schiffes ist Platz für 35 Personen, 13 bis 15 Besatzungsmitglieder und 20 bis 22 Wissenschaftler. Für die Wissenschaftler stehen insgesamt 13 Kabinen zur Verfügung, neun Doppel- und vier Einzelkabinen. Das Schiff kann bis zu 35 Tage auf See bleiben.